# 地獄公路
《地獄公路》（Highway to Hell）是澳洲搖滾樂團AC/DC的第六張錄音室專輯，發行於1979年7月27日。《地獄公路》是最後一張AC/DC原主唱邦·史考特獻聲的專輯，他在專輯發行隔年身亡。
《地獄公路》登上英國專輯排行榜第八名，是AC/DC史上銷量第二高的專輯（僅次於《回歸黑暗》）。專輯同名單曲〈Highway to Hell〉收錄在《絕命終結站2》、《波西傑克森：神火之賊》等電影原聲帶中，並被列為滾石雜誌五百大歌曲之一。